# Mediatonic
Mediatonic Limited é uma desenvolvedora britânica de jogos eletrônicos sediada em Londres. A empresa foi fundada em Setembro de 2005 pelos estudantes da Universidade de Brunel Dave Bailey e Paul Croft, lançando seu primeiro jogo, Snowman Salvage em Dezembro daquele ano. Inicialmente um estúdio de trabalho contratado para jogos em Flash, a Mediatonic desenvolveu jogos originais para outras plataformas, incluindo Murder by Numbers e Fall Guys . Em junho de 2020, a Mediatonic empregava 230 pessoas em quatro estúdios e faz parte do Tonic Games Group, que é uma subsidiária da Epic Games desde março de 2021.

## História
A Mediatonic foi fundada em setembro de 2005 pelos amigos Dave Bailey e Paul Croft, ambos com 21 anos na época, durante seu último ano na Universidade de Brunel. Eles decidiram pela abertura durante uma conversa bêbada no bar do sindicato estudantil da universidade. Com um escritório perto do campus, eles montaram a empresa como um estúdio de trabalho contratado para criar jogos em Flash e, às vezes, faltavam às aulas para atender ligações de clientes. Snowman Salvage, um jogo que fez parte da dissertação de Croft, foi o primeiro lançamento da Mediatonic em dezembro de 2005.

## Jogos desenvolvidos
| Ano  | Título                                             | Editora                      | Plataforma(s)                                                                               |
| ---- | -------------------------------------------------- | ---------------------------- | ------------------------------------------------------------------------------------------- |
| 2005 | Snowman Salvage                                    | Shockwave                    | Web                                                                                         |
| 2005 | Beetle Bomp                                        | iWin                         | Web                                                                                         |
| 2006 | Air Control                                        | Lufthansa                    | Web                                                                                         |
| 2007 | Lego Pirates: Quest for Brickbeard's Bounty        | The Lego Group               | Web                                                                                         |
| 2007 | Operation Challenge                                | Pogo.com                     | Web                                                                                         |
| 2007 | Mystery Case Files: Millionheir                    | Nintendo                     | Web                                                                                         |
| 2007 | PlaySega Blackjack                                 | Sega                         | Web                                                                                         |
| 2007 | Mah Jong Amazon Adventure                          | Sega                         | Web                                                                                         |
| 2007 | Brain Assist!                                      | Sega                         | Web                                                                                         |
| 2007 | Letter Linker                                      | Sega                         | Web                                                                                         |
| 2007 | Addiction Solitaire                                | Shockwave                    | Web                                                                                         |
| 2007 | Tequila Trouble                                    | William Grant & Sons         | Web                                                                                         |
| 2007 | Mole Hunt                                          | Pogo.com                     | Web                                                                                         |
| 2007 | Homerun Hero                                       | Shockwave                    | Web                                                                                         |
| 2007 | Horizon                                            | AstraZeneca                  | Web                                                                                         |
| 2007 | SiteAdvisor Challenge                              | McAfee                       | Web                                                                                         |
| 2007 | Diamond Detective                                  | Gamehouse                    | Web                                                                                         |
| 2007 | Battleships!                                       | Sega                         | Web                                                                                         |
| 2007 | Meat Match                                         | Boonty                       | Web                                                                                         |
| 2007 | Bubble Bubble                                      | Sega                         | Web                                                                                         |
| 2007 | Super Collapse!                                    | Gamehouse                    | Web                                                                                         |
| 2007 | Little Shop of Treasures                           | Gamehouse                    | Web                                                                                         |
| 2008 | Turbo Solitaire                                    | Sega                         | Web                                                                                         |
| 2008 | Text Twist                                         | Sega                         | Web                                                                                         |
| 2008 | Sudoku                                             | Sega                         | Web                                                                                         |
| 2008 | Greedy Gang                                        | Mediatonic                   | Web                                                                                         |
| 2008 | Portal Peril                                       | Nickelodeon                  | Web                                                                                         |
| 2008 | Penguin Panic                                      | Mediatonic                   | Web                                                                                         |
| 2008 | Word Whomp Mini                                    | Pogo.com                     | Web                                                                                         |
| 2008 | Poppit! Mini Stressbuster                          | Pogo.com                     | Web                                                                                         |
| 2008 | Poppit! Stressbuster                               | Pogo.com                     | Web                                                                                         |
| 2008 | Bookworm                                           | PopCap Games                 | Web                                                                                         |
| 2008 | Bejeweled 2                                        | PopCap Games                 | Web                                                                                         |
| 2008 | Diner Dash                                         | PlayFirst                    | Web                                                                                         |
| 2008 | Bejeweled 2                                        | PopCap Games                 | Web                                                                                         |
| 2008 | Inca Quest                                         | iWin                         | Web                                                                                         |
| 2008 | Talismania                                         | PopCap Games                 | Web                                                                                         |
| 2008 | Manor Mystery                                      | Boonty                       | Web                                                                                         |
| 2008 | Gigolo Assassin                                    | Adult Swim                   | Web                                                                                         |
| 2008 | Aquatic Word Burst                                 | Sega                         | Web                                                                                         |
| 2008 | Ice Shuffle                                        | Sega                         | Web                                                                                         |
| 2008 | Greek Island Solitaire                             | Sega                         | Web                                                                                         |
| 2008 | Beijing 2008, High Dive                            | Sega                         | Web                                                                                         |
| 2008 | Beijing 2008, Archery                              | Sega                         | Web                                                                                         |
| 2008 | Beijing 2008, Weightlifting                        | Sega                         | Web                                                                                         |
| 2008 | Hidden Expedition Titanic                          | Big Fish Games               | Web                                                                                         |
| 2008 | Bureaucracy Buster                                 | AstraZeneca                  | Web                                                                                         |
| 2008 | Amateur Surgeon                                    | Adult Swim                   | Web, iOS                                                                                    |
| 2008 | Trivial Pursuit Quiz                               | Electronic Arts              | Web                                                                                         |
| 2008 | Crestor Challenge                                  | AstraZeneca                  | Web                                                                                         |
| 2008 | Travelogue 360 Rome                                | Big Fish Games               | Web                                                                                         |
| 2008 | Azada                                              | Big Fish Games               | Web                                                                                         |
| 2008 | Sonic at the Olympic Games                         | Sega                         | Web                                                                                         |
| 2008 | Music, Melodies and Rockstars                      | Sega                         | Web                                                                                         |
| 2008 | The Quiz of Culinary Delights                      | Sega                         | Web                                                                                         |
| 2008 | Back to the 80s Quiz                               | Sega                         | Web                                                                                         |
| 2008 | Hollywood Adventure Quiz                           | Sega                         | Web                                                                                         |
| 2008 | Three Reel Slots                                   | Sega                         | Web                                                                                         |
| 2008 | Columns                                            | Sega                         | Web                                                                                         |
| 2008 | Sega Pool                                          | Sega                         | Web                                                                                         |
| 2009 | Commanders                                         | Sierra Entertainment         | Web                                                                                         |
| 2009 | Diego's Underwater Adventures                      | Nickelodeon                  | Web                                                                                         |
| 2009 | Dr. Kawashima's Brain Training 2                   | Namco Bandai Games           | Feature Phones                                                                              |
| 2009 | Dr. Kawashima's Brain Exercise, Line Up            | Namco Bandai Games           | Web                                                                                         |
| 2009 | Dr. Kawashima's Brain Exercise, Reverse Dice       | Namco Bandai Games           | Web                                                                                         |
| 2009 | Dr. Kawashima's Brain Exercise, Follow the Pencil  | Namco Bandai Games           | Web                                                                                         |
| 2009 | Dr. Kawashima's Brain Exercise, Predominant Number | Namco Bandai Games           | Web                                                                                         |
| 2009 | Hidden Expedition Titanic                          | Big Fish Games               | Web                                                                                         |
| 2009 | Hidden Expedition Titanic MSN Search Special       | Big Fish Games               | Web                                                                                         |
| 2009 | Hidden Expedition Everest MSN Search Special       | Big Fish Games               | Web                                                                                         |
| 2009 | Hidden Expedition Everest                          | Big Fish Games               | Web                                                                                         |
| 2009 | Travelogue 360 London                              | Big Fish Games               | Web                                                                                         |
| 2009 | Travelogue 360 Paris                               | Big Fish Games               | Web                                                                                         |
| 2009 | Amateur Surgeon Christmas                          | Adult Swim                   | Web, iOS                                                                                    |
| 2009 | Fast & Furious                                     | Sierra Entertainment         | Facebook, Myspace                                                                           |
| 2009 | SpongeBob SquarePants: Hooked on You               | Nickelodeon                  | Web                                                                                         |
| 2009 | Sonic Level Creator                                | Sega                         | Web                                                                                         |
| 2009 | Steamweavers                                       | Mediatonic                   | Myspace                                                                                     |
| 2009 | Toy Story: Woody's Great Escape                    | Pixar                        | Web                                                                                         |
| 2009 | Suite Life on Deck: Smoothie Service               | Disney                       | Web                                                                                         |
| 2009 | Kid Vs. Kat: Katapult Katastrophe                  | Disney                       | Web                                                                                         |
| 2009 | Biker Blast-Off!                                   | The Gadget Show              | iOS                                                                                         |
| 2009 | Meowcenaries                                       | Adult Swim                   | Web, iOS                                                                                    |
| 2009 | Extreme Lawn Bowls                                 | Mediatonic                   | Web                                                                                         |
| 2009 | Must.Eat.Birds                                     | Mediatonic                   | iOS, Android                                                                                |
| 2010 | Amateur Surgeon 2                                  | Adult Swim                   | Web, iOS, Android                                                                           |
| 2010 | Vancouver 2010, Slalom                             | Sega                         | Web                                                                                         |
| 2010 | Vancouver 2010, Ski Jump                           | Sega                         | Web                                                                                         |
| 2010 | Vancouver 2010, Speed Skating                      | Sega                         | Web                                                                                         |
| 2010 | Vancouver 2010, Snowboarding                       | Sega                         | Web                                                                                         |
| 2010 | Moshling Boshling                                  | Mind Candy                   | Web                                                                                         |
| 2010 | Boom Bandits                                       | Spil Games                   | Web                                                                                         |
| 2010 | Who's That Flying?!                                | Mediatonic                   | iOS, Microsoft Windows, PlayStation Portable, PlayStation 3                                 |
| 2010 | Monsters (Probably) Stole My Princess              | Mediatonic                   | PlayStation Portable, PlayStation 3, Xbox 360                                               |
| 2010 | MicroGP                                            | Mediatonic                   | Facebook                                                                                    |
| 2010 | Pirate King                                        | Mediatonic                   | Facebook                                                                                    |
| 2010 | Ocean Snapper                                      | Mediatonic                   | Myspace, Facebook                                                                           |
| 2010 | Back to the Future: Blitz Through Time             | Telltale Games               | Facebook, Online                                                                            |
| 2011 | 1000 Tiny Claws                                    | Mediatonic                   | PlayStation Portable, PlayStation 3                                                         |
| 2011 | Amateur Ninja                                      | Adult Swim                   | Web                                                                                         |
| 2011 | Thundercats: Tree of the Ancients                  | Warner Bros.                 | Web                                                                                         |
| 2012 | Robot Unicorn Attack: Evolution                    | Adult Swim                   | Facebook                                                                                    |
| 2012 | Amateur Surgeon Hospital                           | Adult Swim                   | Facebook                                                                                    |
| 2012 | Superbia                                           | Disney                       | Web                                                                                         |
| 2013 | Moshi Monsters: Lost Islands                       | GREE                         | iOS                                                                                         |
| 2013 | Qwirkle                                            | Square Enix                  | iOS, Android, Facebook                                                                      |
| 2013 | Foul Play                                          | Devolver Digital             | Xbox Live Arcade, Steam, PlayStation 4, PlayStation Vita                                    |
| 2013 | Amateur Surgeon 3: Tag Team Trauma                 | Adult Swim                   | iOS, Android                                                                                |
| 2014 | Delivery Outlaw                                    | Adult Swim                   | iOS                                                                                         |
| 2014 | Secrets and Treasure                               | Microsoft Studios            | Windows 8                                                                                   |
| 2014 | Hatoful Boyfriend                                  | Devolver Digital             | Microsoft Windows, OS X, Linux, PlayStation 4, PlayStation Vita                             |
| 2015 | Heavenstrike Rivals                                | Square Enix                  | Android, iOS, Microsoft Windows                                                             |
| 2015 | Hatoful Boyfriend: Holiday Star                    | Devolver Digital             | Microsoft Windows, OS X, Linux, PlayStation 4, PlayStation Vita                             |
| 2016 | Bounty Stars                                       | DeNA West                    | Android, iOS                                                                                |
| 2016 | Fantastic Beasts: Cases from the Wizarding World   | WB Games                     | Android, iOS                                                                                |
| 2017 | New Yahtzee with Buddies                           | Scopely                      | Android, iOS                                                                                |
| 2018 | Fable Fortune                                      | Microsoft Studios            | Microsoft Windows, Xbox One                                                                 |
| 2019 | Gears Pop!                                         | Xbox Game Studios            | Android, iOS                                                                                |
| 2020 | Murder by Numbers                                  | The Irregular Corporation    | Nintendo Switch, Microsoft Windows                                                          |
| 2020 | Fall Guys                                          | Devolver Digital, Epic Games | Microsoft Windows, Nintendo Switch, PlayStation 4, PlayStation 5, Xbox One, Xbox Series X/S |